# アラン・コルバン
アラン・コルバン（Alain Corbin, 1936年 - ）は、フランスの歴史学者。専門は19世紀、20世紀のフランス史であり、アナール学派を代表する歴史家として知られる。

## 人物
フランス・オルヌ県生まれ。カルヴァドス県のカーン大学卒業。1959年、歴史の教授資格を取得。リモージュのリセで一時教鞭を取った後に、1972年から1986年までトゥールのフランソワ・ラブレー大学で現代史の教授を勤める。1987年から、モーリス・アギュロン（Maurice Agulhon）の後任としてパリ第1大学（パンテオン=ソルボンヌ）の教授に就任し、19世紀史を担当。

## 「感性の歴史家」
『においの歴史』『音の風景』といった五感をテーマとする著作を多く世に問い、日本では「感性の歴史学」を打ち立てた歴史家として知られるコルバンだが、彼が心性史の路線を歩み始めたのは博士論文の執筆に際してのことである。
1960年代の頭、コルバンは博士論文を準備するに当たって、パリ大学教授での指導教授だったエルネスト・ラブルースの意向を受けてリムーザンの対象地域を割り当てられた。当時「全体史」を志向していたラブルースは、自身の弟子達を下請けとして、フランスの各地域に割り振って研究を行わせたのである。ところがリムーザンは文書も知識も不十分であり、「景況（コンジョンクチュール）」の中長期的なリズムを分析するためのデータを欠いていた。さらにリムーザンにおいて主要な経済収入は漁労や狩猟採集に加え、豚や家禽の飼育に依っていた。この地域はラブルースのモデルを適用するのに不向きだと判断した彼は、次第に家族構成や識字教育、信仰や共同体内における人間関係といった文化史的な側面へと関心をシフトしていく。
こうして経済史のみならず社会史・文化史にも目を向けたコルバンの博士論文は、1975年に『19世紀リムーザン地方における伝統と近代性』として刊行された。以来、彼は先述の五感をテーマとする心性史の著作や、『記録を残さなかった男の歴史』といった史料批判の手法を問い直す著作を発表し続けている。

## 日本語訳

### 単著
- 『においの歴史　嗅覚と社会的想像力』山田登世子・鹿島茂訳（新評論, 1988年／新版・藤原書店, 1990年、新装新版2024年）
- 『娼婦』杉村和子・内村瑠美子・国領苑子・門田眞知子・岩本篤子訳（藤原書店, 1991年、改訂版2010年）
- 『浜辺の誕生　海と人間の系譜学』福井和美訳（藤原書店, 1992年）
- 『時間・欲望・恐怖　歴史学と感覚の人類学』小倉孝誠訳（藤原書店, 1993年）
- 『音の風景』小倉孝誠訳（藤原書店, 1997年）
- 『人喰いの村』石井洋二郎・石井啓子訳（藤原書店, 1997年）
- 『記録を残さなかった男の歴史　ある木靴職人の世界 1798-1876』渡辺響子訳（藤原書店, 1999年）
- 『レジャーの誕生』渡辺響子訳（藤原書店, 2000年）
- 『感性の歴史家 アラン・コルバン』小倉和子訳（藤原書店, 2001年）、学問的回想
- 『風景と人間』小倉孝誠訳（藤原書店, 2002年）
- 『空と海』小倉孝誠訳（藤原書店, 2007年）
- 『快楽の歴史』尾河直哉訳（藤原書店, 2011年）
- 『知識欲の誕生　ある小さな村の講演会 1895-96』築山和也訳（藤原書店, 2014年）
- 『英雄はいかに作られてきたか　フランスの歴史から見る』小倉孝誠監訳・梅澤礼・小池美穂訳（藤原書店, 2014年）
- 『処女崇拝の系譜』山田登世子・小倉孝誠訳（藤原書店, 2018年）
- 『静寂と沈黙の歴史　ルネサンスから現代まで』小倉孝誠・中川真知子訳（藤原書店, 2018年）
- 『草のみずみずしさ　感情と自然の文化史』小倉孝誠・綾部麻美訳（藤原書店, 2021年）
- 『木陰の歴史　感情の源泉としての樹木』小黒昌文訳（藤原書店, 2022年）
- 『未知なる大地　無知の歴史 18-19世紀』築山和也訳（藤原書店, 2023年）
- 『1930年代の只中で　名も無きフランス人たちの言葉』寺田寅彦・實谷総一郎訳（藤原書店, 2023年）
- 『疾風とそよ風　風の感じ方と思い描き方の歴史』綾部麻美訳（藤原書店, 2024年）
- 『休息の歴史』小倉孝誠・佐野有沙訳（藤原書店, 2024年）

邦訳論文
- 「『喪に服す性』と19世紀の女性史」、「世界的成功を収めた『女の歴史』」
ミシェル・ペロー編『女性史は可能か』杉村和子・志賀亮一訳（藤原書店, 新版 2001年）
- 『感性の歴史学　社会史の方法と未来』橘川俊忠・的場昭弘・渡辺響子訳（御茶の水書房, 2000年）
神奈川大学評論ブックレット：神奈川大学評論編集専門委員会編。講演・インタビュー

### 共著
- （リュシアン・フェーヴル、ジョルジュ・デュビィ）『感性の歴史』大久保康明・坂口哲啓・小倉孝誠訳（藤原書店, 1997年）
- （ジャック・ル=ゴフほか）『世界で一番美しい愛の歴史』（藤原書店, 2004年）
- （ミシェル・ペロー、ジョルジュ・デュビィ）『歴史の中のジェンダー』（藤原書店, 2001年）

日本側は網野善彦・河野信子・五味文彦・三枝和子・佐佐木幸綱・鶴見和子・波平恵美子・宮田登・若桑みどり・脇田晴子ほか
- （小倉孝誠・鷲見洋一・岑村傑）『身体はどのように変わってきたか ― 16世紀から現代まで』（藤原書店, 2014年）

### 編著
- 『身体の歴史 I ― 16-18世紀：ルネサンスから啓蒙時代まで』（ジャン=ジャック・クルティーヌ、ジョルジュ・ヴィガレロと共同監修）鷲見洋一監訳、藤原書店, 2010年
- 『身体の歴史 II ― 19世紀：フランス革命から第一次世界大戦まで』（ジャン=ジャック・クルティーヌ、ジョルジュ・ヴィガレロと共同監修）小倉孝誠監訳、藤原書店, 2010年
- 『身体の歴史 III ― 20世紀：まなざしの変容』（ジャン=ジャック・クルティーヌ、ジョルジュ・ヴィガレロと共同監修）岑村傑監訳、藤原書店, 2010年
- 『キリスト教の歴史 ― 現代をより良く理解するために』浜名優美監訳／藤本拓也・渡辺優訳、藤原書店, 2010年
- 『男らしさの歴史 I ― 古代から啓蒙時代まで：男らしさの創出』（ジャン=ジャック・クルティーヌ、ジョルジュ・ヴィガレロと共同監修）鷲見洋一監訳、藤原書店, 2016年
- 『男らしさの歴史 II ― 19世紀：男らしさの勝利』（ジャン=ジャック・クルティーヌ、ジョルジュ・ヴィガレロと共同監修）小倉孝誠監訳、藤原書店, 2017年
- 『男らしさの歴史 III ― 20-21世紀：男らしさの危機？』（ジャン=ジャック・クルティーヌ、ジョルジュ・ヴィガレロと共同監修）岑村傑監訳、藤原書店, 2017年
- 『感情の歴史 I ―  古代から啓蒙の時代まで』（ジャン=ジャック・クルティーヌ、ジョルジュ・ヴィガレロと共同監修）片木智年監訳、藤原書店, 2020年
- 『感情の歴史 II ― 啓蒙の時代から19世紀末まで』（ジャン=ジャック・クルティーヌ、ジョルジュ・ヴィガレロと共同監修）小倉孝誠監訳、藤原書店, 2020年
- 『感情の歴史 III ― 19世紀末から現代まで』（ジャン=ジャック・クルティーヌ、ジョルジュ・ヴィガレロと共同監修）小倉孝誠監訳、藤原書店, 2021年
- 『雨、太陽、風　天候にたいする感性の歴史』小倉孝誠ほか訳、藤原書店, 2022年